# Liste blanche
L'expression liste blanche (en anglais whitelist) définit un ensemble d’entités (personnes, comptes, machines…) auxquels on attribue un niveau de liberté ou de confiance maximum dans un système particulier ; en opposition à une liste noire (laquelle définit un état de bannissement, d‘interdiction pour ses membres).

## Symbolique
D’un point de vue symbolique, une liste blanche peut être considérée comme :
- ouverte en capacités, puisqu’elle confère à ses membres des possibilités particulières ;
- restrictive en son accès, en ce sens qu'elle accorde un niveau de confiance élevé à une minorité d’entités parmi celles existantes (tandis qu’une liste noire n’exclura que ses propres membres et accordera un crédit, même limité, à une majorité).

## En informatique
Elle peut être utilisée lorsque l’accès à certaines fonctions d’un système doivent être masquées à la plupart de ses utilisateurs ou logiciels (données classifiées, actions pouvant influer sur le système lui-même...), toute entité ne figurant pas sur la liste blanche se verra alors refuser certains accès ou certaines possibilités.

## Dans l’industrie
Elle permet de définir un ensemble de prestataires certifiés pour effectuer un service ou une tâche particulière.